# Distretto di Achin
Il distretto di Achin è un distretto dell'Afghanistan appartenente alla provincia del Nangarhar. Viene stimata una popolazione di 51 106 abitanti (stima 2016-17).